# キックの鬼
『キックの鬼』（キックのおに）は、原作：梶原一騎・画：中城けんたろうによる日本の漫画作品、およびそれを原作とするテレビアニメ。原作漫画は、『少年画報』（少年画報社）にて、1969年2月号から1971年8号まで連載されていた。
実在したキックボクサー・沢村忠の半生を描く。

## 登場人物
- 沢村 忠（声 - 朝倉宏二）
- 野口 修（声 - 小林清志）
- 洋子（声 - 松島みのり）
- 悦子（声 - 野村道子）
- 英城（声 - 西本雄司）

## アニメ版
1970年10月2日から1971年3月26日までTBS系列局で放送。全26話。
東映動画とTBSの共同製作作品で、アニメーション制作も東映動画が担当。本作は、東映動画初のTBS系ネット作品となった。
企画時には沢村忠役の声優に沢村本人を起用する計画があり、実際に本人とも交渉したが、沢村のスケジュールの都合がつかずに断念した。その後、「沢村にそっくりな人物なら声も似ているはずだ」ということで朝倉宏二の起用が決まったという。

### スタッフ
- 原作 - 梶原一騎、中城けんたろう
- 企画 - 笹谷岩男、籏野義文[2]
- 製作担当 - 江藤昌治
- 音楽 - 小林亜星
- 協力 - 野口プロモーション
- 制作 - 東映、TBS

### 主題歌
オープニングテーマ「キックの鬼」
作詞 - 野口修 / 作曲 - 小林亜星 / 歌 - 沢村忠、少年少女合唱団みずうみ
エンディングテーマ「キックのあけぼの」
作詞 - 梶原一騎 / 作曲 - 小林亜星 / 歌 - 沢村忠
この2曲を収録したレコードが東芝音楽工業（現・ユニバーサル ミュージック ジャパン）から発売、ソノシートも朝日ソノラマから2種発売された（AS105・AS113）。他に日本コロムビアからもレコードが発売されたが、こちらは山田淑子とコロムビアゆりかご会が歌ったカバー版である。

### 各話リスト
| 話数 | サブタイトル               | 脚本       | 演出       | 作画監督   | 美術     |
| ---- | -------------------------- | ---------- | ---------- | ---------- | -------- |
| 1    | 無敵の沢村                 | 辻真先     | 黒田昌郎   | 羽根章悦   | 福本智雄 |
| 2    | 沢村敗る!                  | 鈴樹三千夫 | 白根徳重   | 落合正宗   | 辻忠直   |
| 3    | 若獅子の猛特訓             | 安藤豊弘   | 山口康男   | 小松原一男 | 辻忠直   |
| 4    | 帰って来た沢村             | 安藤豊弘   | 明比正行   | 国保誠     | 福本智雄 |
| 5    | もう一人の男               | 辻真先     | 山口康男   | 小松原一男 | 辻忠直   |
| 6    | 新しい挑戦                 | 押川国秋   | 西沢信孝   | 古沢日出夫 | 沼井肇   |
| 7    | 限りなき前進               | 押川国秋   | 黒田昌郎   | 野田卓雄   | 辻忠直   |
| 8    | 唸る白刃                   | 辻真先     | 西沢信孝   | 古沢日出夫 | 福本智雄 |
| 9    | ゴングは鳴った             | -          | -          | -          | -        |
| 10   | チャンピオン誕生           | 安藤豊弘   | 黒田昌郎   | 古沢日出夫 | 福本智雄 |
| 11   | 男の涙が光る時             | 鈴樹三千夫 | 金子充洋   | 高倉建夫   | 辻忠直   |
| 12   | 必殺真空飛び膝蹴り         | 鈴樹三千夫 | 古沢日出夫 | 不破八束   | 福本智雄 |
| 13   | 不死身の鉄人               | 鈴樹三千夫 | 山口康男   | 国保誠     | 福本智雄 |
| 14   | 来るか! 強敵               | 押川国秋   | 明比正行   | 小松原一男 | 福本智雄 |
| 15   | 挑戦第一号                 | 近藤正     | 明比正行   | 小松原一男 | 辻忠直   |
| 16   | 謎の挑戦者                 | 近藤正     | 白根徳重   | 落合正宗   | 辻忠直   |
| 17   | 生命がけの挑戦             | 辻真先     | 金子充洋   | 野田卓雄   | 福本智雄 |
| 18   | 孤独な殴り込み             | 安藤豊弘   | 西沢信孝   | 高倉建夫   | 沼井一   |
| 19   | 死斗第一幕                 | 近藤正     | 黒田昌郎   | 国保誠     | 福本智雄 |
| 20   | 死斗の果てに               | 近藤正     | 山口康男   | 石黒育     | 福本智雄 |
| 21   | 黒い嵐                     | 近藤正     | 明比正行   | 小松原一男 | 辻忠直   |
| 22   | 王座のゆくえ               | 近藤正     | 白根徳重   | 落合正宗   | 福本智雄 |
| 23   | 起て! 沢村                 | 辻真先     | 明比正行   | 小松原一男 | 福本智雄 |
| 24   | 東洋チャンピオンカーニバル | 辻真先     | 山口康男   | 石黒育     | 沼井一   |
| 25   | 殺人鬼ソンラム             | 近藤正     | 西沢信孝   | 高倉建夫   | 辻忠直   |
| 26   | キックよ永遠に             | 辻真先     | 白根徳重   | 落合正宗   | 辻忠直   |

### 放送局
- TBS（制作局）：金曜 19:00 - 19:30
- 北海道放送：金曜 19:00 - 19:30[4]
- 岩手放送：金曜 18:00 - 18:30[5]
- 山形放送：金曜 18:00 - 18:30[6]
- 東北放送：金曜 19:00 - 19:30[7]
- 福島テレビ：土曜 17:15 - 17:45（第24話まで）→ 水曜 18:00 - 18:30（第25話から）[8]
- 新潟放送：金曜 19:00 - 19:30[9]
- 北日本放送：火曜 17:30 - 18:00（1971年3月時点）[10]→水曜 17:15 - 17:45（1971年4月21日最終回時点）[11]
- 北陸放送：水曜 18:00 - 18:30[12]（1971年4月28日まで放送[13]）
- 福井放送：木曜 18:00 - 18:30[14]（1971年4月22日まで放送[15]）
- 中部日本放送：金曜 19:00 - 19:30[16]
- 朝日放送：金曜 19:00 - 19:30[17]
- 山陽放送：金曜 19:00 - 19:30[18]
- 中国放送：金曜 19:00 - 19:30[18]
- 南海放送：木曜 18:00 - 18:30（1970年10月15日放送開始）[19]

## 映画版
1971年3月20日に『東映まんがまつり』の一編として公開。テレビアニメ版第11話のブロウアップ版。併映は『どうぶつ宝島』・『タイガーマスク・黒い魔神』・『魔法のマコちゃん』・『のりものいろいろ』の4本。

### スタッフ（映画）
- 演出 - 吉田日出夫
- 企画 - 忠隈昌、笹谷岩男、籏野義文[2]
- 脚本 - 鈴樹三千夫
- 撮影 - 山田順弘
- 美術 - 福本智雄
- 音楽 - 小林亜星
- 作画監督 - 不破八束